# La Petite Sirène (film, 2013)
Pour les articles homonymes, voir La Petite Sirène (homonymie).
 (avril 2014).
Si vous disposez d'ouvrages ou d'articles de référence ou si vous connaissez des sites web de qualité traitant du thème abordé ici, merci de compléter l'article en donnant les références utiles à sa vérifiabilité et en les liant à la section « Notes et références ».
Pour plus de détails, voir Fiche technique et Distribution.
La Petite Sirène est un film allemand de conte de fées sorti en 2013. Il est basé sur le conte éponyme d'Hans Christian Andersen et a été développé dans le cadre de la série Sechs auf einen Streich (Les Contes de Grimm) que la première chaîne de télévision allemande a diffusé et programmé pour la première fois le 26 décembre 2013.

## Résumé
La sirène Ondine vit avec ses sœurs Aquarella et Mélusine et son père, le roi de la mer, sur le fond marin. Mais Ondine ne veut plus peigner ses cheveux d'or, car elle est fascinée par la vie sur terre. Un jour, elle sauve la vie du Prince Nicolas et tombe amoureuse de lui. Le prince, cependant, est inconscient et est rapidement trouvé par une jeune fille, qui s'avérerait être la princesse Anne-Line. Ondine s'enfuit et se cache derrière un rocher à son arrivée. Nicolas et Anne-Line tombent immédiatement amoureux sous l'œil jaloux d'Ondine, mais Anne-Line disparaît quand elle voit approcher des gens, tout comme Ondine.
Ondine ne tarde pas à raconter son histoire à ses sœurs et son père. En secret, elle décide de pactiser avec la puissante sorcière Mydra. Ondine désire échanger sa queue contre des jambes humaines. Mydra y ajoute une condition : Une fois à terre, Ondine ressentira une douleur à chaque fois qu'elle fera un pas et sera silencieuse. Ondine accepte la condition et se retrouve transformée en une jeune femme. Le lendemain matin, elle est découverte par le prince sur un rocher. Il l'invite à son château, qui est au milieu des préparatifs de mariage entre lui et la princesse Anne-Line. Alors qu'il ne reste plus que quelques jours pour gagner le cœur du prince, Ondine apprend à aimer et apprécier une sœur, mais le prince ne cesse toujours pas de penser à la belle inconnue.
Le jour du mariage, Nicolas et Ondine dansent ensemble, mais lorsque le prince aperçoit la princesse Anne-Line, il reconnaît la belle inconnue et se marient avec elle. La nuit après le mariage, Ondine, assise sur un rocher, regarde la mer en regrettant son ancienne existence de sirène. Ses sœurs apparaissent et lui demandent de tuer Nicolas si elle veut redevenir une sirène avec le poignard de Mydra qu'elles ont échangé contre leurs cheveux. Ondine entre dans la chambre des jeunes mariés, mais elle ne peut pas mettre son cœur à tuer Nikolas. Ne sachant plus quoi faire, elle jette le poignard dans la mer. Mydra apparaît et lui explique qu'elle a passé le test. Ondine obtient finalement une âme et doit maintenant explorer le monde.

## Distribution
- Ondine, la Petite Sirène : Zoe Moore
- Prince Nicolas : Philipp Danne
- La sorcière Mydra : Meret Becker
- Princesse Anne-Line : Maria Ehrich
- Roi Sigismond des mers : Christian Steyer
- Aquarella : Clara Gerst
- Mélusine : Franziska Breite
- Régie : Ben Becker
- Hannès : Rasmus Max Wirth

## Tournage et sortie
Le tournage a eu lieu du 4 jusqu'au 25 juin[Lequel ?]. Le film a été tourné en Saxe-Anhalt et Thuringe, y compris dans les grottes de fées à Saalfeld.
Le film est sorti le 14 novembre 2013 en DVD. Il a été diffusé pour la première fois le 26 décembre 2013 sur TV Air.